# Kírov (Kaluga)
Kírov - Киров (rus) és una ciutat de l'óblast de Kaluga, a Rússia. El 2021 tenia 29.925 habitants. Es troba a la vora del Bolva, un afluent del Desnà. És a 140 km al sud-oest de Kaluga i a 283 km al sud-oest de Moscou.

## Història
L'origen de la vila es remunta al 1745 amb la fundació d'un poblet anomenat Pessótxnia. La vila accedí a l'estatus de possiólok (poble) el 1925 i al de ciutat el 1936, quan prengué el seu nom actual de Kírov en honor del dirigent soviètic Serguei Kírov.